# Sophiella lanei
Sophiella lanei là một loài ruồi trong họ Tachinidae.